# 福格藝術博物館
福格藝術博物館（英語：或Fogg Art Museum）是哈佛大學最古老的藝術博物館，主要展出中世紀及之後的西方繪畫。1896年對公眾開放，它是哈佛藝術博物館系統的一部分。

## 历史
該博物館原先所處的建築是屬意大利文藝復興式，由理查德·莫里斯·亨特設計。1925年改現址，現在建築由謝普利與布爾芬奇設計，原先的文藝復興式建築則在1974年拆除。